# Чатинян, Артур Сергеевич
Чатинян Артур Сергеевич (10 декабря 2001, Ростов-на-Дону, Россия) —  российский спортсмен, выступающий в кикбоксинге и тайском боксе. Мастер спорта России по тайскому боксу, мастер спорта международного класса по кикбоксингу (К1), трёхкратный чемпион мира по кикбоксингу в разделе К1 (2019), чемпион России и Европы по К1, чемпион России и Европы по тайскому боксу.

## Биография
Тренируется под руководством отца — Сергея Чатиняна, вице-президента Федерации К1 Ростовской области.
В 2019 году, пройдя предварительный отбор на чемпионате России и затем Европы, Чатинян принял участие в чемпионате мира по кикбоксингу в разделе К1, проходившем в городе Свидница (Польша). В первом бою получил травму плеча, но продолжил участие, проведя ещё четыре боя. В итоге, после пяти встреч в течение трёх дней, стал чемпионом мира, в финале одержав победу над украинским спортсменом.

## Достижения
European cup world Amateur k-1 federation Place 1 (1-3.03.2019)
4th international & Thai martial arts games & festival 2019
Bangkok, Thailand (from 8th — 17th March 2019)
Wka — k1 kick boxing place 1
4th international & Thai martial arts games & festival 2019
Bangkok, Thailand (from 8th — 17th March 2019)
Wka — glory place 1
1 место чемпионат России k-1 WAK 1-f (15-17 февраля 2019)
1 место открытый чемпионат России г. Ростов-на-Дону 31 марта — 1 апреля
2 место открытый чемпионат России по k-1 (2019)
1 место чемпионат мира в Польше (2019)
1 место Чемпионат России по тайскому боксу и муай боран. Г Москва (13-17 декабря 2018)
3 место чемпионат мира по k-1 Riga Latvia (5-7.10.2018)
1 место чемпионат России по k-1 (2018)
1 место чемпионат России по k-1 (2017)
2 место чемпионат России по k-1 (2016)